# Dirección General de Bellas Artes
La Dirección General de Patrimonio Cultural y Bellas Artes (DGPCBA) es el órgano directivo del Ministerio de Cultura, adscrito a la Secretaría de Estado de Cultura, al que le corresponde la gestión de gran parte del patrimonio cultural de España. Asimismo, tiene encomendada la gestión de los museos y archivos de titularidad estatal y del fomento de las artes visuales y la creación artística.
Entre los bienes que gestiona, se encuentran 48 sitios declarados Patrimonio de la Humanidad (lo que convierte a España en el tercer país con más bienes declarados, después de China e Italia), más de 18 300 bienes inmuebles y más de 22 600 bienes muebles, 8 archivos, 16 museos de titularidad y gestión estatal, 48 archivos provinciales y 64 museos de titularidad estatal y gestión transferida, entre otros.

## Historia

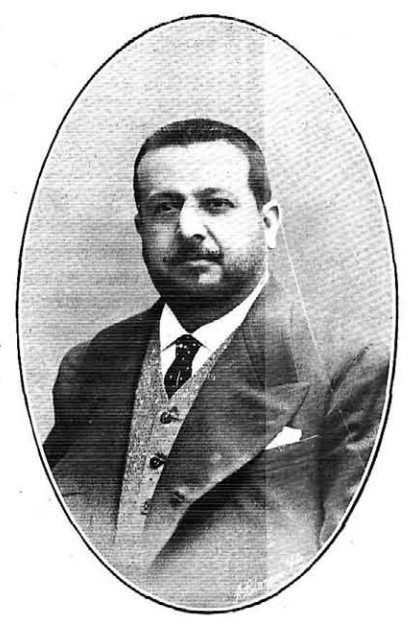
Pedro Poggio y Álvarez (1863-1929), primer director general

La creación de esta Dirección General fue autorizada por la Ley de Presupuestos de 26 de diciembre de 1914, y se constituyó mediante el Real Decreto de 1 de enero de 1915, que nombró a Pedro Poggio y Álvarez como su primer director general.
Posteriormente, se aprobaron diversas Reales Órdenes que atribuyeron funciones concretas y estructura al órgano. Así, la Real Orden de 26 de enero de 1915 estableció que «tendrá a su cargo la Sección de Bellas Artes, que entenderá en lo referente a las Escuelas de Arquitectura, Pintura, Cerámica y Artes Gráficas; Conservatorio de la Música y Declamación; Reales Academias y Centros de cultura; Teatro Real; museos Nacional de Pintura y Escultura, de Arte Moderno, de Artes Industriales y del Greco; Turismo; Subvenciones a los Centros artísticos; Conferencias de Arte; Adquisición de obras artísticas; Inventario monumental; Galería iconográfica; Exposiciones de Bellas Artes; Museos provinciales de Bellas Aretes, y Junta Superior de Excavaciones». Por otra parte, la Real Orden de 12 de febrero de 1915 concedió al director de Bellas Artes «las competencias sobre la Sección de Construcciones civiles en los servicios de Monumentos nacionales, Museos, Escuelas de Arquitectural, Pintura, Conservatorio de Música y demás entidades y organismos artísticos comprendidos en la Dirección General».

De esta forma, puede entenderse que la Dirección General de Bellas Artes constituye la unidad administrativa en torno a la cual se ha estructurado históricamente la acción pública estatal española en materia de cultura.

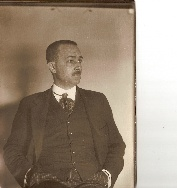
Ricardo de Orueta y Duarte, director general durante la Segunda República

Posteriormente, siendo director general Ricardo de Orueta, se aprueba la Ley del Tesoro Artístico Nacional de 1933, que estuvo vigente hasta la aprobación de la Ley 16/1985, de 25 de junio, del Patrimonio Histórico Español.
En el periodo democrático actual, la Dirección General ha variado habitualmente en nombre y competencias. Hoy día se denomina Dirección General de Patrimonio Cultural y Bellas Artes y se compone de seis subdirecciones generales que abarcan desde la protección del patrimonio histórico, hasta su conservación, arqueología, archivos, museos y fomento de las artes visuales y creación artística.

## Estructura
La Dirección General de Bellas Artes tiene bajo su dependencia los siguientes órganos:
- La Subdirección General de Gestión y Coordinación de los Bienes Culturales, a la que corresponde la protección del patrimonio histórico, en especial frente al expolio; la supervisión, coordinación y en su caso ejecución de las medidas de protección y promoción previstas en las Convenciones de la UNESCO en materia de Cultura que hayan sido ratificadas por el Reino de España; las competencias relacionadas con el patrimonio cultural inmaterial; la identificación, documentación, apoyo y salvaguardia de las artes y los oficios tradicionales; la protección del patrimonio industrial, de las rutas e itinerarios culturales y del paisaje cultural; y la promoción de proyectos de investigación arqueológica española, así como la gestión de cuantas medidas correspondan al Estado en relación con el patrimonio arqueológico.
- La Subdirección General de Registros y Documentación del Patrimonio Histórico, a la que corresponde la gestión de los diferentes registros de bienes culturales así como al formación de inventarios sobre bienes protegidos y sobre yacimientos y hallazgos arqueológicos españoles; todo lo relacionado con la digitalización de fondos documentales; y la colaboración con la Iglesia Católica en relación con el Patrimonio Histórico Español. Asimismo, es responsable de la defensa del patrimonio histórico contra la exportación ilegal y de las competencias estatales en materia de tauromaquia. m) La gestión de la Junta de Calificación, Valoración y Exportación de Bienes del Patrimonio Histórico Español y, en general, cuantas competencias corresponden al Ministerio de Cultura en la defensa del patrimonio histórico contra la exportación ilegal.
- La Subdirección General del Instituto del Patrimonio Cultural de España, a la que corresponde conservar bienes integrantes del patrimonio histórico español adscritos al Ministerio y cuantos otros de cualquier titularidad se consideren procedentes, así como la colaboración para estos fines con los centros nacionales e internacionales de investigación en materia de bienes culturales; la coordinación y establecimiento de redes de investigación nacionales e internacionales en materia de conservación y restauración de bienes culturales; y el archivo y sistematización, en cualquier soporte, de los fondos históricos, y de los trabajos realizados en materia de conservación y restauración en patrimonio histórico.
- La Subdirección General de Museos Estatales, a la que corresponde la gestión y promoción de los museos de titularidad estatal adscritos a la Dirección General, la relativa a los museos de titularidad estatal cuya gestión haya sido transferida a las comunidades autónomas, y restantes museos incorporados al Sistema Español de Museos. Asimismo, ejerce la coordinación del Sistema Español de Museos y la cooperación con otras administraciones y entidades públicas y privadas en materia de museos, y la gestión y coordinación del Sistema Integrado de Documentación y Gestión Museográfica –DOMUS– y la coordinación y mantenimiento de la Red Digital de Colecciones de Museos de España.
- La Subdirección General de Archivos Estatales, a la que corresponde la creación, dotación y fomento de archivos de titularidad estatal así como la gestión de archivos de titularidad y gestión estatal adscritos al Departamento, el ejercicio de las actuaciones inherentes a la titularidad de los archivos estatales gestionados por las comunidades autónomas y el asesoramiento respecto de los archivos de titularidad estatal dependientes de otros ministerios; así como el fomento de la conservación del patrimonio documental y su promoción y difusión nacional e internacional, así como la gestión del Portal de Archivos Españoles (PARES), la coordinación del Sistema Español de Archivos y la cooperación con otras Administraciones y entidades públicas o privadas en materia de archivos.
- La Subdirección General de Artes Visuales y Creación Contemporánea, a la que le corresponde promocionar la creación artística y de las exposiciones y cualesquiera otras actividades de difusión de las artes visuales y de la creación contemporánea; el desarrollo y ejecución de planes y programas de exposiciones temporales vinculados con la creación contemporánea; las relaciones con las asociaciones y grupos relacionados con la creación contemporánea; la gestión de subvenciones y ayudas en su ámbito; la representación de España en comités, grupos de trabajo y otros foros de la Unión Europea sobre artes visuales y la creación contemporánea; y la gestión y promoción de los centros de producción y de residencias artísticas adscritos a esta Dirección General, en especial el Centro Nacional de Fotografía.

Se adscribe a la Dirección General la Junta de Calificación, Valoración y Exportación de Bienes del Patrimonio Histórico Español.